# ハプログループO1b (Y染色体)
ハプログループO-M268 (Y染色体)（ハプログループO-M268 (Yせんしょくたい)、系統名称ハプログループO1bとは、分子人類学で用いられる、人類のY染色体ハプログループの分類のうち、ハプログループOのサブクレード（細分岐）の一つで、「M268, L463, F167/L690, P31」の変異で定義づけられる系統である。2015年11月にISOGG系統樹が改訂されるまではハプログループO2と呼ばれていた。

## 概要
O1b系統は、東南アジアやインドの一部（特にオーストロアジア語族）で多く見られるO1b1系統、および日本や朝鮮半島、中国東北部の一部で多く見られるO1b2系統にそれぞれ分類される。O1b1、O1b2がいずれも中国国内で多少確認されているほか、東南アジアおよびインド東部に多いO1b1と日本列島および朝鮮半島に多いO1b2の分布の中間に中国が位置していることから、O1b系統がもともと中国で発生し、そのサブグループたちが中国から拡散したという仮説を中国の学者が2011年に発表された論文の中で唱えている。
O1b系統について、崎谷満は長江文明の担い手だとしている。O1b2系統が移動を開始したのは約2800年前で、長江文明の衰退に伴い、O1b1および一部のO1b2は南下し、百越と呼ばれ、残りのO1b2は西方及び北方へと渡り、日本列島、山東省、朝鮮半島へ渡ったと崎谷満は主張している。このO1b2系統は倭人、弥生人に関連すると考えられる。
倭人（O1b2）はオーストロアジア語族（O1b1）と姉妹関係であり、日本語とオーストロアジア系カンボジア語の語彙類似性が高いとするデータとも符合する。また大野晋が唱える日本語タミル語起源説についても、タミル語の基層言語にオーストロアジア語族ムンダ語派が存在しており、O1b系統の集団が持っていた同源語彙が日本語や朝鮮語（O1b2）とタミル語（O1b1）に引き継がれたと考えられる。
なお、現代の日本人に於いて、O1b2に比べればその比率は遥かに低いが、O1b1に属すY染色体も全体の1～4%に観察されている。

## 下位系統
- O1b1 (F2320) - 東南アジア、中国南部などに多い。
- O1b2(旧O2b) (P49, M176) - 日本列島、朝鮮半島に多い。